# Фаткін Сергій Степанович
Фаткін Сергій Степанович (нар.11 вересня 1918, Чернава — пом.28 січня 1999, Кременчук) — радянський військовий льотчик, Герой Радянського Союзу (1945), у роки німецько-радянської війни командир ланки 165-го гвардійського штурмового авіаційного полку 10-ї гвардійської штурмової авіаційної дивізії 17-ї повітряної армії 3-го Українського фронту.

## Біографія
Народився 11 вересня 1918 року в селі Чернава нині Милославського району Рязанської області в сім'ї селянина. Росіянин. Член КПРС з 1943 року. Закінчив сім класів неповної середньої школи і аероклуб. Працював на московському заводі "Серп і молот", авіатехніком в аероклубі. У 1940 році призваний до лав Червоної Армії.

## Під час війни
У 1942 році закінчив Енгельську військово-авіаційну школу пілотів. У боях Радянсько-німецької війни з травня 1943 року. Воював на Воронезькому, 1-у, 2-у і 3-у Українських фронтах. Брав участь у боях за визволення Харкова, Сум, Києва, Львова. Хоробро бився у небі Будапешта, Бухареста, Белграда.
Під час боїв на Курській дузі гвардії молодший лейтенант С. С. Фаткін отримав наказ атакувати танки противника північніше станції Бутово. Взявши спеціальні протитанкові бомби, він вилетів на виконання бойового завдання. Весь вантаж ліг в ціль. Сім танків було виведено з ладу.
Восени 1943 року гвардії лейтенант С. С. Фаткін у складі групи з вісімнадцяти літаків здійснив успішний виліт на бомбардування ворожого аеродрому в районі Умані. Радянські льотчики знищили 27 ворожих літаків.
У 1944 році гвардії старший лейтенант С. С. Фаткін отримав завдання знищити залізничний міст через Дунай на південь від міста Ослек. Подолавши щільний загороджувальний вогонь зенітних батарей, льотчик прорвався до мети і влучним бомбовим ударом зруйнував міст.
До квітня 1945 року командир ланки 165-го гвардійського штурмового авіаційного полку гвардії старший лейтенант С. С. Фаткін зробив 160 бойових вильотів на розвідку, бомбардування і штурмовку живої сили і техніки противника, завдавши йому великих втрат.
9 травня 1945 року зустрів на території Чехословаччини. Брав участь у Параді Перемоги у Москві в червні 1945 року. Продовжив службу в Армії. У 1949 році закінчив Вищі офіцерські льотно-тактичні курси удосконалення. З 1957 року полковник С. С. Фаткін - в запасі.

## Повоєнні роки
Жив у місті Кременчук Полтавської області. До 1973 року працював інспектором відділу кадрів Кременчуцького міськстравторгу. Брав активну участь у військово-патріотичному вихованні молоді.
Помер 28 січня 1999 року.

## Нагороди, пам'ять
Указом Президії Верховної Ради СРСР від 18 серпня 1945 року за зразкове виконання бойових завдань командування по знищенню живої сили і техніки противника і проявлені при цьому мужність і героїзм гвардії старшому лейтенанту Сергію Степановичу Фаткіну присвоєно звання Героя Радянського Союзу з врученням ордена Леніна і медалі "Золота Зірка" (№ 8689).
Нагороджений орденом Леніна (18.08.45), 2 орденами Червоного Прапора (11.08.43; 20.10.43), орденом Олександра Невського (№ 3055 від 28.03.44), 2 орденами Вітчизняної війни 1-го ступеня ( 23.04.45; 06.04.85), орденом Червоної Зірки (30.12.56), медалями.
У місті Кременчуці на Алеї Героїв, на граніті висічене фото та ім'я Сергія Фаткіна.